# Maison des concerts de Stockholm
Résidence
La maison des concerts de Stockholm, en suédois Stockholms konserthus, parfois appelée Stockholm Concert Hall dans les médias francophones, est un bâtiment situé dans le quartier Norrmalm au centre de Stockholm en Suède. Construit en 1924-1926 sur des plans de l'architecte Ivar Tengbom, il est considéré comme une œuvre phare du classicisme nordique.
Le bâtiment abrite deux salles de spectacle : la grande salle et la salle Grünewald. C'est dans la grande salle qu'a lieu le 10 décembre chaque année la cérémonie de remise des prix Nobel de médecine, physique, chimie et littérature.

## Projet

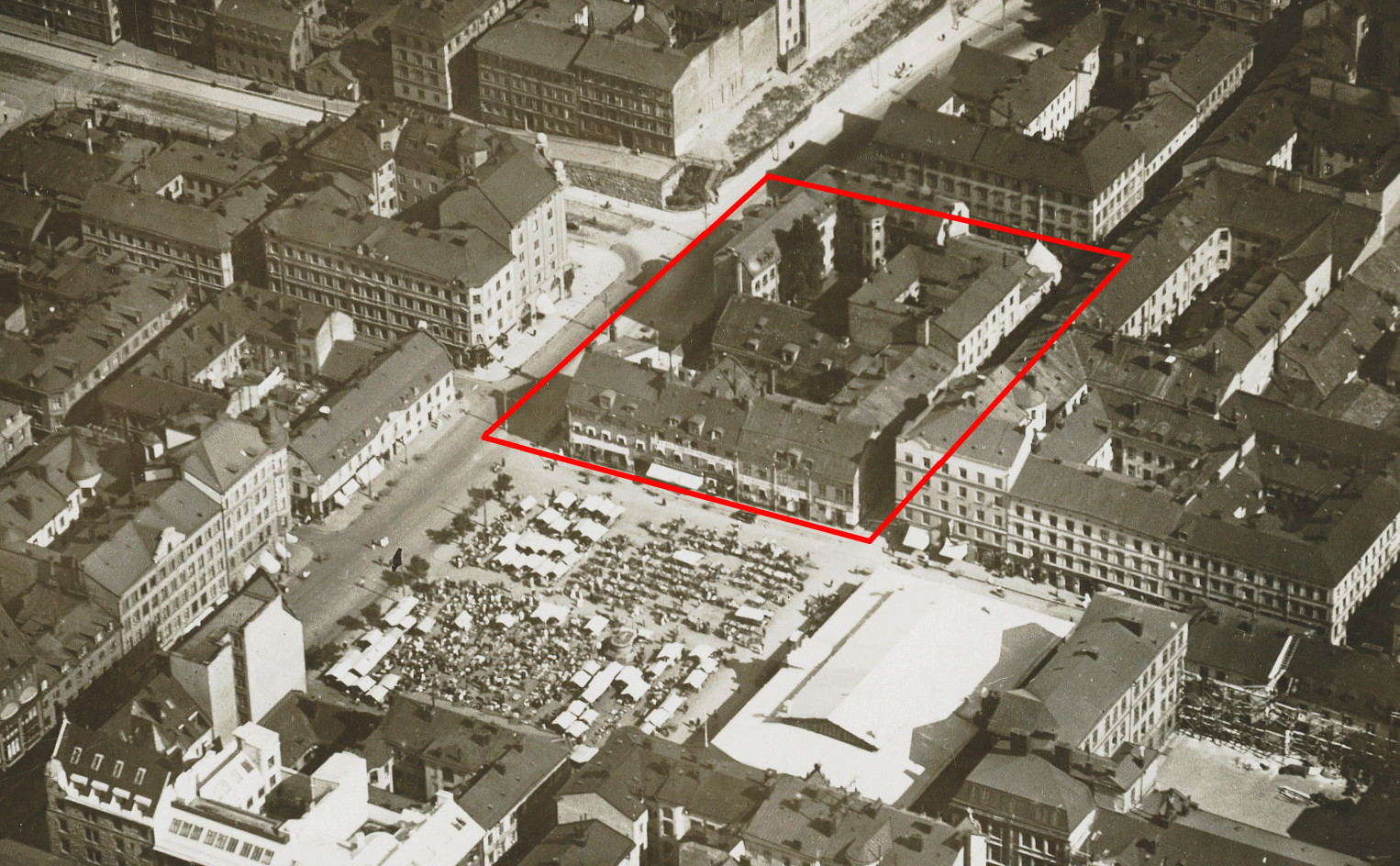
La place Hötorget en 1920.

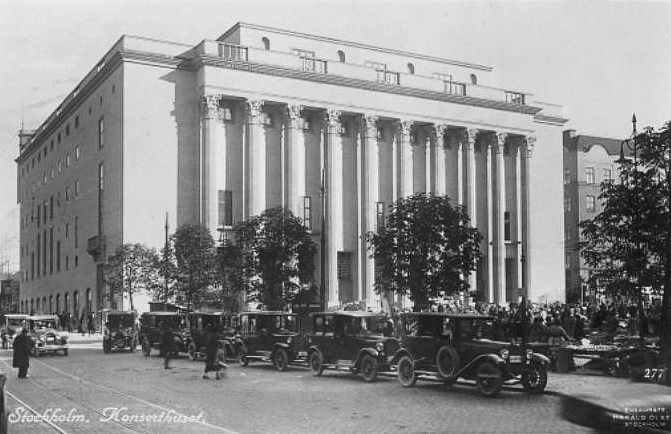
La maison des concerts en 1926.

Le concours d'architecture en vue de la création de la nouvelle maison des concerts de Stockholm est lancé en janvier 1921. D'après le cahier des charges préparé par Albert Lilienberg pour la compétition, le bâtiment sera situé à l'angle des rues Kungsgatan et Sveavägen. Un dessin inclus dans le cahier des charges montre du reste l'entrée principale du bâtiment positionnée sur la rue Sveavägen, une idée qui suscite un violent débat. L'architecte Gunnar Asplund en particulier intervient dans la discussion. Il écrit, dans la revue Arkitektur, que « positionner l'entrée principale sur la place Hötorget permettra à la façade d'apparaitre dans toute sa monumentalité. Elle sera de plus illuminée par le soleil, et les stands du marché créeront un contrepoids pittoresque face à la solennité des colonnes ». Il obtient finalement gain de cause. Le concours est remporté par Ivar Tengbom et c'est Erik Lallerstedt qui prend la seconde place.

## Bâtiment

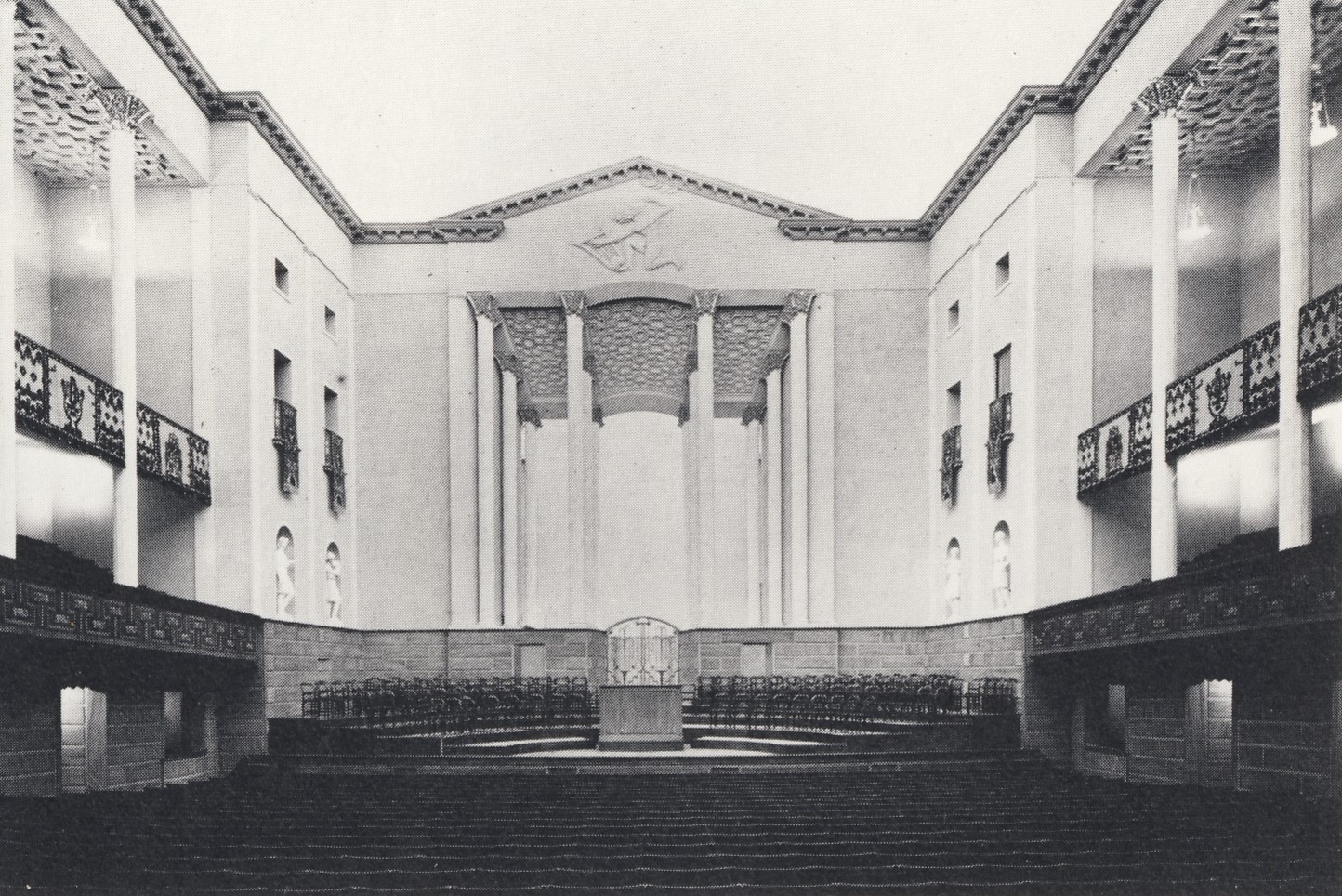
La grande salle dans les années 1940.

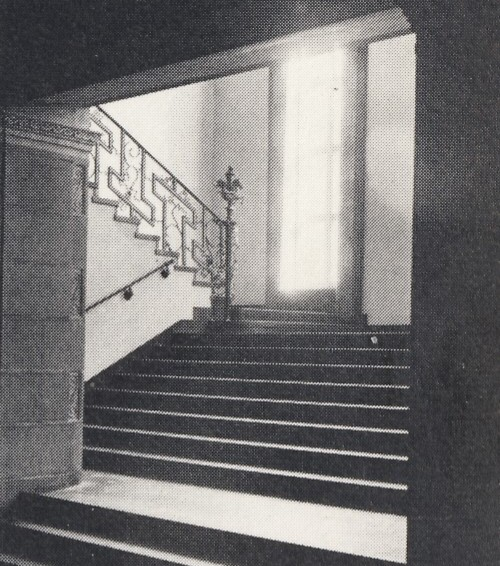
Les escaliers dans les années 1940.

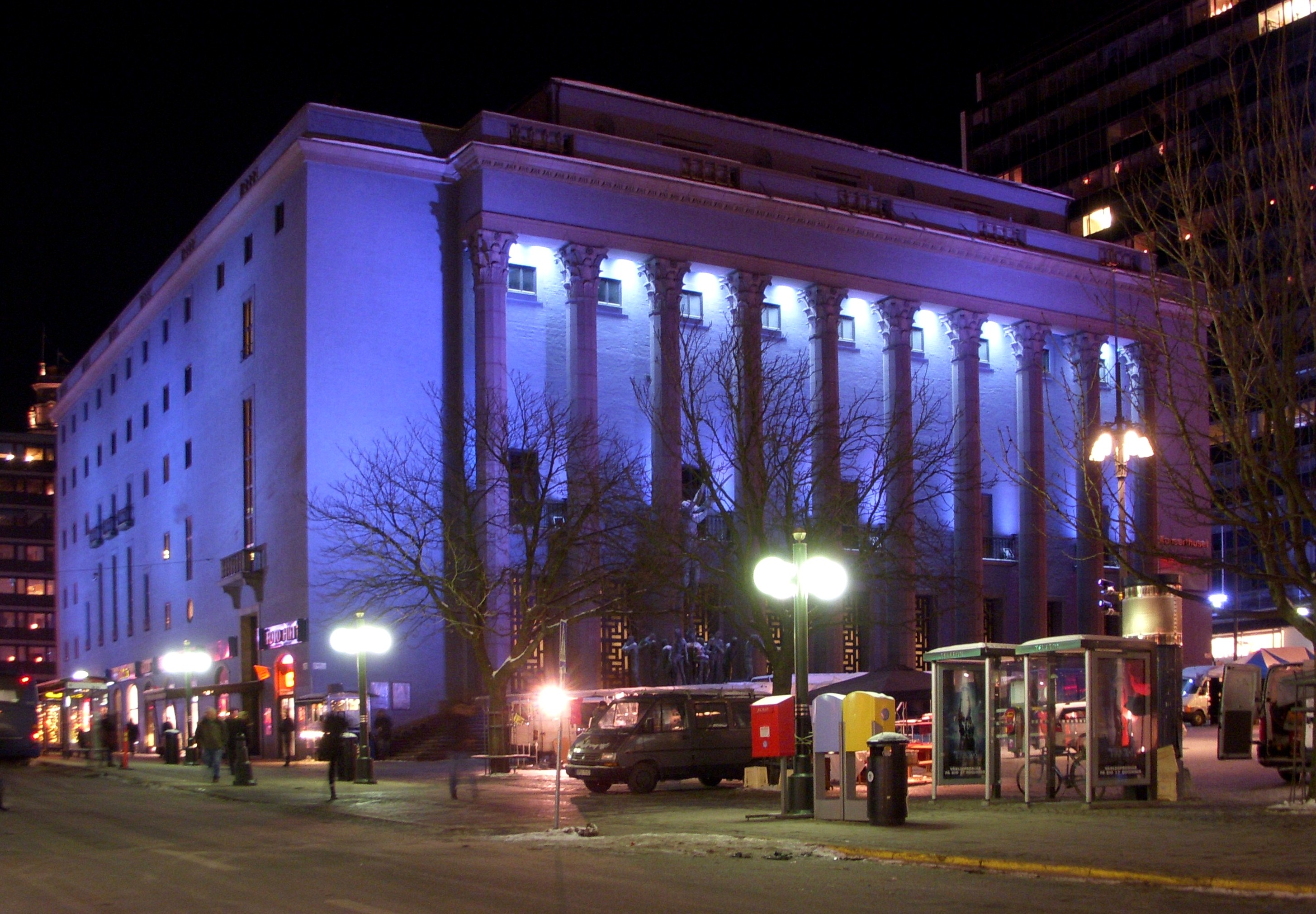
Éclairage de la façade à l'occasion de la cérémonie des prix Nobel en 2010.

Les plans montrent un bâtiment pratiquement carré, avec toutefois un angle en retrait au croisement des rues Sveavägen et Kungsgatan. Tengbom place la grande salle côté Est, et la petite salle (la future salle Grünewald) perpendiculairement à la grande, côté Ouest. Pour le plafond de la grande salle, il utilise des couleurs pales, sans grande saveur, un concept architectural dans l'air du temps, mais que Tengbom est le premier à mettre en pratique dans un grand lieu public. Cet effet disparait néanmoins lors de rénovations qui ont lieu dans les années 1970, pendant lesquelles le plafond est repeint en couleur sombre. Tengbom crée également une perspective sur les murs, pour faire apparaitre la salle plus grande qu'elle n'est en réalité.
Avec ses 69 jeux et ses 6 100 tuyaux, le grand-orgue qui couvre le mur à l'arrière de la scène est particulièrement impressionnant. Il a été construit par l'organier de Grönlund (Grönlunds orgelbyggeri) à Gammelstad en 1982. Le plus long tuyau mesure 11 mètres, et le plus court à peine quelques millimètres.
La salle Grünewald est richement décorée de peintures murales signées Isaac Grünewald. On retrouve le classicisme nordique dans de nombreux détails du bâtiment, tels que les armatures des éclairages ou la forme des colonnes, dans le foyer ou sur les rampes des escaliers.
À l'extérieur, le bâtiment est simple et austère, la seule saillie étant la colonnade sur la place Hötorget. Tengbom imagine des colonnes corinthiennes qui sont taillées à Vånevik dans du granit de production locale. Les dessins de Tengbom montrent qu'il voulait faire de la maison des concerts un bâtiment cubique aux surfaces planes, peintes en bleu-violet. La coloration définitive a été réalisée par Isaac Grünewald.
Ce n'est qu'en 1936, après dix années de discussions, qu'est ajoutée la fontaine Orfeusgruppen, œuvre du sculpteur Carl Milles. Ivar Tengbom affiche pourtant immédiatement son enthousiasme pour le projet du sculpteur. Dans des lettres qu'il adresse à Tengbom, Milles se montre particulièrement soucieux de l'harmonie entre la fontaine et la maison des concerts en arrière-plan. L'une des statues qui composent la fontaine porte les traits de Beethoven.

## Organisation
La maison des concerts est dirigée par une fondation dont la préfecture de Stockholm est le principal soutien financier. Elle accueille notamment les représentations de l'orchestre philharmonique royal de Stockholm.
C'est aussi là que sont remis chaque 10 décembre les prix Nobel de médecine, physique, chimie et littérature.

## Galerie

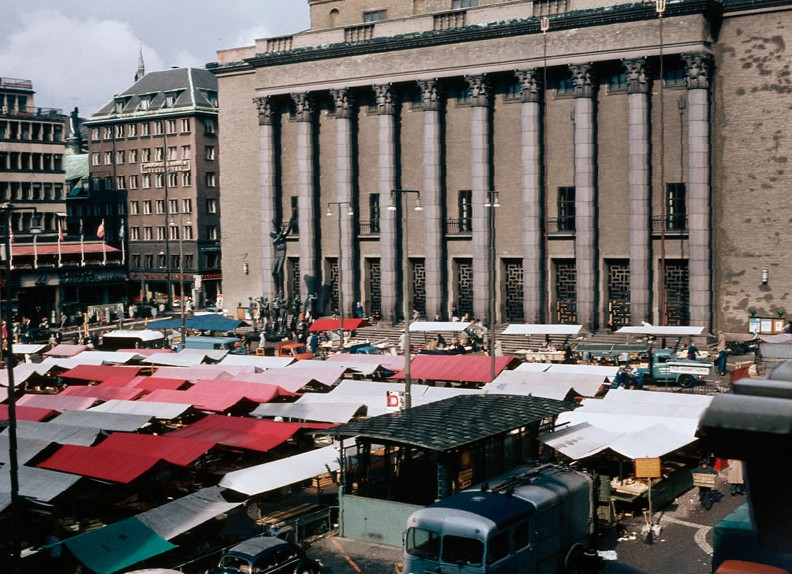
Avec la place Hötorget en 1961.
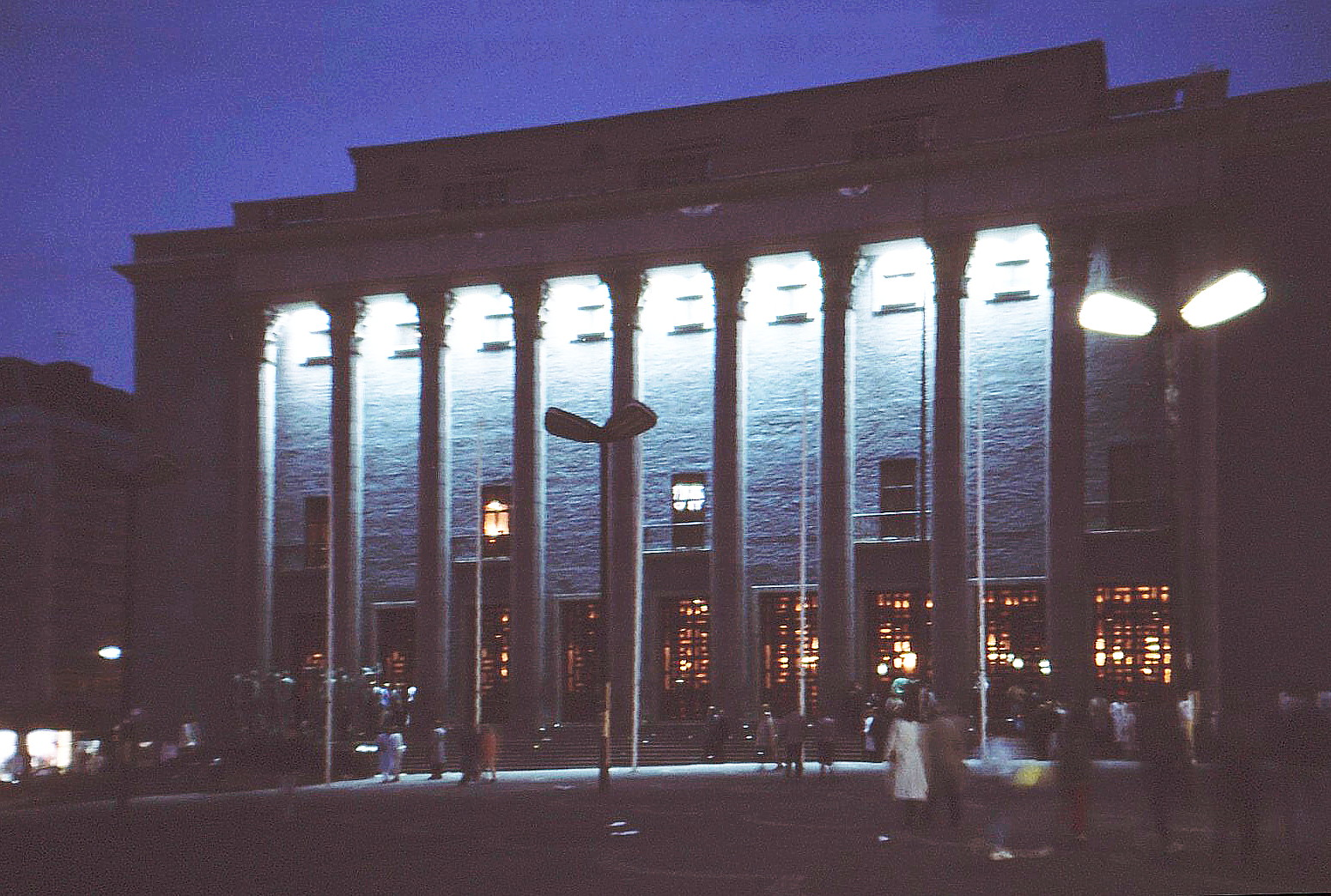
En soirée en 1985.
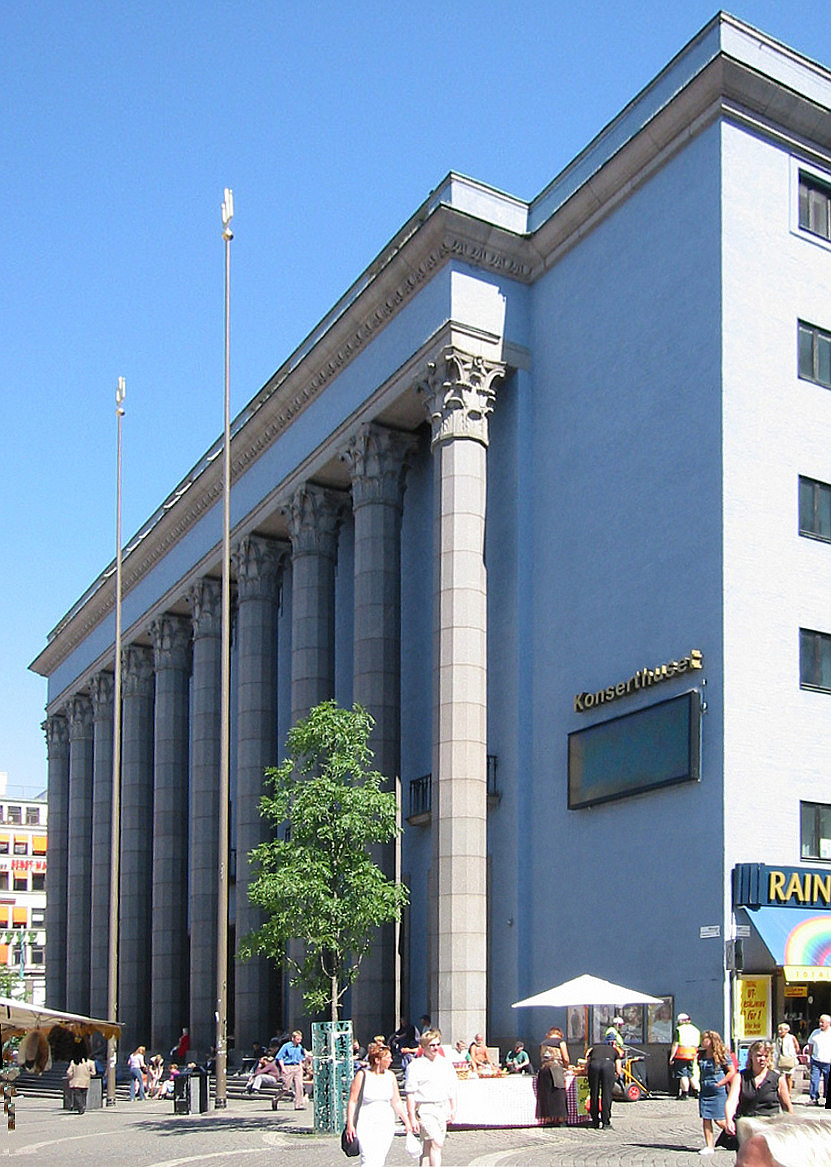
Vers le nord en 2002.
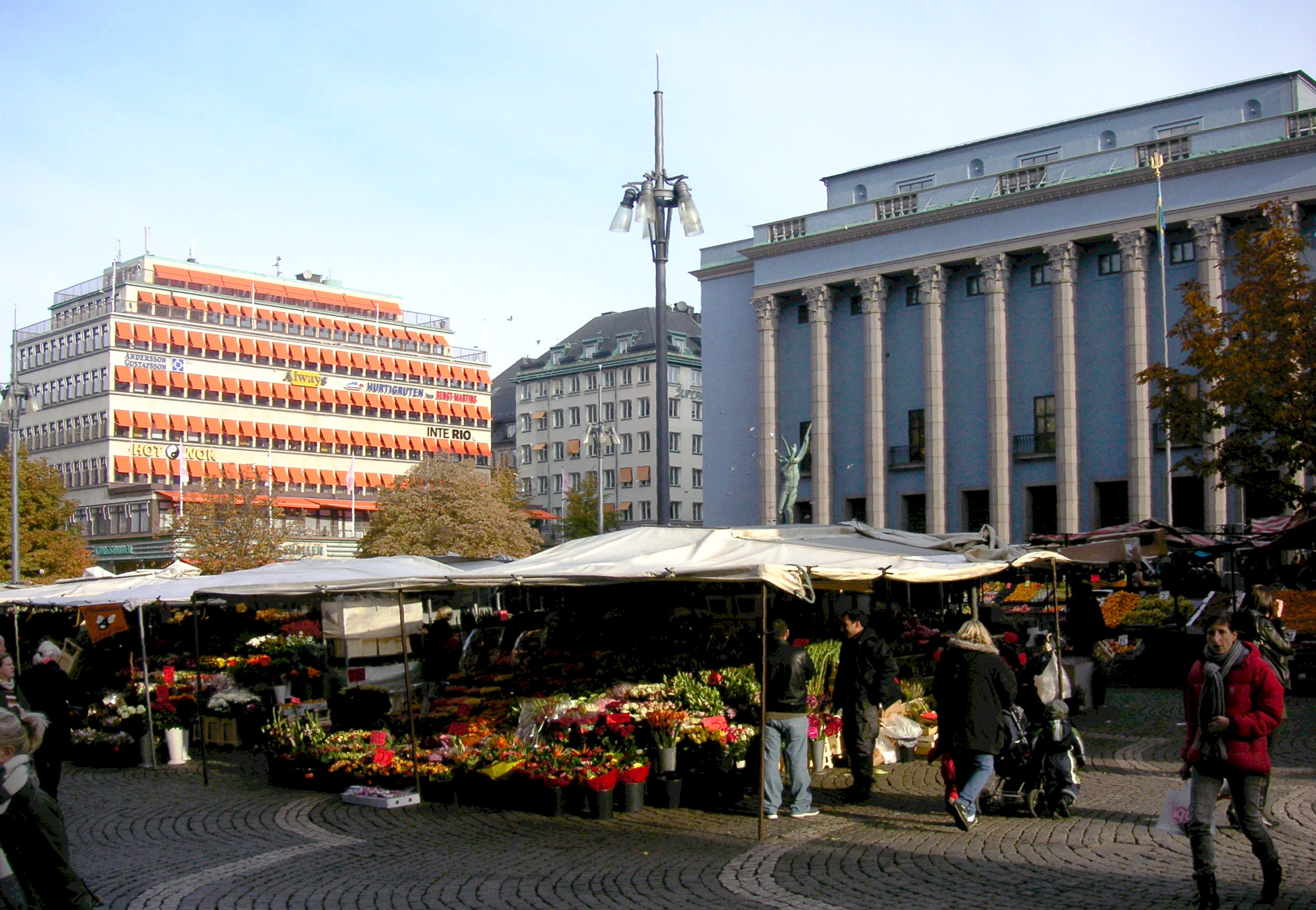
Avec la place Hötorget en 2007.